# 凱恩希爾 (密蘇里州)
凱恩希爾（英語：Cane Hill）是位於美國密蘇里州錫達縣的非建制地區。

## 歷史
凱恩希爾的郵局於1858年設立，其後於1918年停運。

## 地理
凱恩希爾所處的海拔為高於海平面299米（即981英呎），而該地所採用的時區為UTC-6，即北美中部時區（CST）。同時該地設有夏令時間，為UTC-6調快一小時，即UTC-5（CDT）。